# Астамаріу
Астамаріу (кат. Estamariu) — муніципалітет, розташований в Автономній області Каталонія, в Іспанії. Знаходиться у районі (кумарці) Алт Уржель провінції Лєйда, згідно з новою адміністративною реформою перебуватиме у складі Баґарії (округи) Ал Пірінеу і Аран.

## Населення
Населення міста (у 2007 р.) становить 122 особи (з них менше 14 років — 9,8%, від 15 до 64 — 56,6%, понад 65 років — 33,6%). У 2006 р. народжуваність склала 1 особа, смертність — 1 особа, зареєстровано 0 шлюбів. У 2001 р. активне населення становило 66 осіб, з них безробітних — 1 особа.

Серед осіб, які проживали на території міста у 2001 р., 117 народилися в Каталонії (з них 99 осіб у тому самому районі, або кумарці), 6 осіб приїхало з інших областей Іспанії, а 5 осіб приїхало з-за кордону. 

Університетську освіту має 8,3% усього населення. 

У 2001 р. нараховувалося 43 домогосподарства (з них 25,6% складалися з однієї особи, 16,3% з двох осіб,23,3% з 3 осіб, 16,3% з 4 осіб, 9,3% з 5 осіб, 7% з 6 осіб, 2,3% з 7 осіб, 0% з 8 осіб і 0% з 9 і більше осіб).

Активне населення міста у 2001 р. працювало у таких сферах діяльності : у сільському господарстві — 27,7%, у промисловості — 15,4%, на будівництві — 12,3% і у сфері обслуговування — 44,6%. 

 У муніципалітеті або у власному районі (кумарці) працює 31 особа, поза районом — 39 осіб.

### Безробіття
У 2007 р. нараховувалося 2 безробітних (у 2006 р. — 0 безробітних), з них чоловіки становили 0%, а жінки — 100%.

## Економіка

### Підприємства міста

#### Промислові підприємства
| \| Промислові підприємства міста, за сферою діяльності \| Промислові підприємства міста, за сферою діяльності \| Промислові підприємства міста, за сферою діяльності \| \| Рік \| 2002 р. \| 2001 р. \| \| --------------------------------------------------- \| --------------------------------------------------- \| --------------------------------------------------- \| \| Енергетичні та водні ресурси \| 0% \| 0% \| \| Хімія та метали \| 0% \| 0% \| \| Переробка металів \| 0% \| 0% \| \| Продукти харчування \| 100% \| 100% \| \| Текстиль \| 0% \| 0% \| \| Виробництво меблів, видання \| 0% \| 0% \| \| Інше \| 0% \| 0% \| \| Усього підприємств \| 1 \| 1 \| |         |         |
| Промислові підприємства міста, за сферою діяльності |         |         |
| Рік | 2002 р. | 2001 р. |
| Енергетичні та водні ресурси | 0%      | 0%      |
| Хімія та метали | 0%      | 0%      |
| Переробка металів | 0%      | 0%      |
| Продукти харчування | 100%    | 100%    |
| Текстиль | 0%      | 0%      |
| Виробництво меблів, видання | 0%      | 0%      |
| Інше | 0%      | 0%      |
| Усього підприємств | 1       | 1       |

#### Сфера послуг
| \| Підприємства міста, що працюють у сфері послуг, за діяльністю \| Підприємства міста, що працюють у сфері послуг, за діяльністю \| Підприємства міста, що працюють у сфері послуг, за діяльністю \| \| Рік \| 2002 р. \| 2001 р. \| \| ------------------------------------------------------------- \| ------------------------------------------------------------- \| ------------------------------------------------------------- \| \| Гуртова торгівля \| 0% \| 0% \| \| Готелі та готельний бізнес \| 75% \| 75% \| \| Транспорт та зв'язок \| 25% \| 25% \| \| Посередницькі фінансові послуги \| 0% \| 0% \| \| Послуги підприємствам \| 0% \| 0% \| \| Послуги фізичним особам \| 0% \| 0% \| \| Нерухомість та ін. \| 0% \| 0% \| \| Усього підприємств \| 4 \| 4 \| |         |         |
| Підприємства міста, що працюють у сфері послуг, за діяльністю |         |         |
| Рік | 2002 р. | 2001 р. |
| Гуртова торгівля | 0%      | 0%      |
| Готелі та готельний бізнес | 75%     | 75%     |
| Транспорт та зв'язок | 25%     | 25%     |
| Посередницькі фінансові послуги | 0%      | 0%      |
| Послуги підприємствам | 0%      | 0%      |
| Послуги фізичним особам | 0%      | 0%      |
| Нерухомість та ін. | 0%      | 0%      |
| Усього підприємств | 4       | 4       |

## Житловий фонд
У 2001 р. 2,3% усіх родин (домогосподарств) мали житло метражем до 59 м², 20,9% — від 60 до 89 м², 46,5% — від 90 до 119 м² і
30,2% — понад 120 м².

З усіх будівель у 2001 р. 21,3% було одноповерховими, 70,5% — двоповерховими, 8,2
% — триповерховими, 0% — чотириповерховими, 0% — п'ятиповерховими, 0% — шестиповерховими,
0% — семиповерховими, 0% — з вісьмома та більше поверхами.

## Автопарк
| \| Автомобілі, зареєстровані у місті, за призначенням \| Автомобілі, зареєстровані у місті, за призначенням \| Автомобілі, зареєстровані у місті, за призначенням \| \| Рік \| 2006 р. \| 2005 р. \| \| -------------------------------------------------- \| -------------------------------------------------- \| -------------------------------------------------- \| \| Приватні автомобілі \| 62,2% \| 58,7% \| \| Мотоцикли \| 4,4% \| 4,3% \| \| Вантажівки \| 28,9% \| 32,6% \| \| Трактори \| 0% \| 0% \| \| Автобуси та ін. \| 4,4% \| 4,3% \| \| Усього автомобілів \| 90 шт. \| 92 шт. \| |         |         |
| Автомобілі, зареєстровані у місті, за призначенням |         |         |
| Рік | 2006 р. | 2005 р. |
| Приватні автомобілі | 62,2%   | 58,7%   |
| Мотоцикли | 4,4%    | 4,3%    |
| Вантажівки | 28,9%   | 32,6%   |
| Трактори | 0%      | 0%      |
| Автобуси та ін. | 4,4%    | 4,3%    |
| Усього автомобілів | 90 шт.  | 92 шт.  |

## Вживання каталанської мови
У 2001 р. каталанську мову у місті розуміли 100% усього населення (у 1996 р. — 100%), вміли говорити нею 98,4% (у 1996 р. — 
99,2%), вміли читати 63% (у 1996 р. — 67,7%), вміли писати 29,9
% (у 1996 р. — 30,1%). Не розуміли каталанської мови 0%.

## Політичні уподобання
У виборах до Парламенту Каталонії у 2006 р. взяло участь 87 осіб (у 2003 р. — 88 осіб). Голоси за політичні сили розподілилися таким чином:
| \| Вибори до Парламенту Каталонії \| Вибори до Парламенту Каталонії \| Вибори до Парламенту Каталонії \| \| Рік \| 2006 р. \| 2003 р. \| \| -------------------------------------- \| ------------------------------ \| ------------------------------ \| \| Конвергенція та Єднання (CiU) \| 81,6% \| 75% \| \| Соціалістична партія Каталонії (PSC) \| 4,6% \| 3,4% \| \| Народна партія (PP) \| 2,3% \| 2,3% \| \| Ініціатива за зелену Каталонію (IC) \| 3,4% \| 2,3% \| \| Республіканська лівиця Каталонії (ERC) \| 8% \| 15,9% \| \| Громадянська партія (C's) \| 0% \| 0% \| \| Інші \| 0% \| 1,1% \| |         |         |
| Вибори до Парламенту Каталонії |         |         |
| Рік | 2006 р. | 2003 р. |
| Конвергенція та Єднання (CiU) | 81,6%   | 75%     |
| Соціалістична партія Каталонії (PSC) | 4,6%    | 3,4%    |
| Народна партія (PP) | 2,3%    | 2,3%    |
| Ініціатива за зелену Каталонію (IC) | 3,4%    | 2,3%    |
| Республіканська лівиця Каталонії (ERC) | 8%      | 15,9%   |
| Громадянська партія (C's) | 0%      | 0%      |
| Інші | 0%      | 1,1%    |